# Sreto Ristić
Sreto Ristić (in serbo Срето Ристић?; Zagabria, 7 febbraio 1976) è un allenatore di calcio ed ex calciatore serbo con cittadinanza tedesca, di ruolo attaccante, tecnico dell'Hallescher.

## Biografia
All'età di 15 anni Ristić emigra con la sua famiglia a Reutlingen a causa della guerra d'indipendenza croata.

## Carriera
Durante la sua carriera ha vestito i colori di Reutlingen, Stoccarda, Ulm, Campomaiorense, Union Berlino, Guangzhou, Grasshoppers, Eintracht Braunschweig e Sandhausen.

## Palmarès

### Club

#### Competizioni nazionali
- DFB-Pokal: 1

Stoccarda: 1996-1997